# Hapten
En hapten är en liten molekyl som kan framkalla en respons hos immunförsvaret, men bara när den är kopplad till en större bärare, till exempel ett protein. Bäraren behöver inte själv orsaka en reaktion. Normalt kan bara stora molekyler, infektionsbärare eller olösliga främmande ämnen framkalla en respons hos immunförsvaret. Så snart kroppen har skapat antikroppar till ett hapten-bärarkomplex så kan enbart hapten också binda till antikroppen men utlöser normalt inte någon immunreaktion utan detta kan bara hapten-bärarkomplexet göra. En hapten är således ett antigen men inte ett immunogen.
När ett hapten-bärarkomplex bildats kan det leda till att en immunreaktion startas, inte bara mot haptenen eller hapten-bärarkomplexet utan också mot bärarmolekylen själv, vilket därigenom kan orsaka autoimmunitet.
Ibland kan haptenen blockera immunreaktionen genom att hindra hapten-bärarkomplexet att binda till antikropparna.

## Exempel på haptener
Ett välkänt exempel på en hapten är urushiol som är ett toxin som finns i giftsumak. När giftet absorberas genom huden från giftsumak, oxideras urushiol i hudcellerna och bildar en kinonförening, som är den hapten som sedan tillsammans med hudproteiner bildar det komplex som orsakar en immunreaktion. Typiskt orsakar den första exponeringen endast sensibilisering som medför stimulering av T-celler. Efter en andra exponering kan T-cellerna bli aktiva och medföra immunreaktionen som typiskt ger upphov till blåsor.
Ett exempel på en hapten som kan orsaka autoimmunitet är hydralazin, ett blodtryckssänkande läkemedel, som hos vissa individer kan orsaka lupus erythematosus. Det verkar också vara på detta sätt som narkosgasen halotan kan orsaka livshotande hepatit och som penicillin kan orsaka hemolytisk anemi.